# Liste des navires des Forces navales françaises libres

Pavillon de beaupré des Forces navales françaises libres.

Cet article liste les navires ayant combattu sous le pavillon des Forces navales françaises libres (FNFL) entre 1940 et 1945.

## Sous-marins

### Croiseur sous-marin
- Classe Surcouf :
  - Surcouf

### Sous-marinde1reclasse océanique
- Classe Requin :
  - Narval

### Sous-marins de2declasse côtiers
- Classe Minerve :
  - Junon (Q186)
  - Minerve (Q185)
- Classe U de construction britannique :
  - Curie (P-67)
- Classe V de construction britannique :
  - Doris (P-84)

### Sous-marin mouilleur de mines
- Classe Saphir :
  - Rubis

## Bâtiments de surface

### Contre-torpilleurs
- Classe Jaguar :
  - Léopard
- Classe Le Fantasque :
  - Le Triomphant

### Destroyersd'escorte
- Classe Hunt (Type 3) de construction britannique :
  - La Combattante

- Classe Cannon de construction américaine:
- Algérien  (ex-USS Cronin (DE-107),
- Hova (ex-USS Hova (DE-110))
- Marocain (ex-USS Marocain (DE-109))
- Sénégalais (ex-USS Corbesier (DE-106)
- Somali (ex-USS Somali (DE111)
- Tunisien (ex-USS Crosley (DE-108)

Les destroyers d'escorte ex américains ont servi dans la marine française à partir de 1944. Or, depuis le 13 juillet 1942, les Forces Françaises Libres avaient été remplacés par les Forces Française Combattantes .
Ils n'ont donc jamais arboré le pavillon de beaupré à Croix de Lorraine. 
A une exception toutefois, le Tunisien dont plus de 80% des membres de son équipage étaient issus des FNFL

### Frégates
- Classe River de construction britannique :
  - Aventure (ex-HMS Braid)
  - Croix de Lorraine (ex-HMS Strule)
  - Découverte (ex-HMS Windrush)
  - Escarmouche (ex-HMS Frome)
  - Surprise (ex-HMS Torridge)
  - Tonkinois (ex-HMS Moyola)

### Torpilleurs de600 tonnes
- Classe Melpomène :
  - La Melpomène

### Aviso colonial
- Classe Bougainville :
  - Le Savorgnan de Brazza

### Aviso-Dragueurs de mines
- Classe Élan  :
  - La Moqueuse
  - Commandant Dominé
  - Commandant Duboc
- Chamois :
  - Le Chevreuil

### Corvettes
- Classe Flower (corvette) de construction britannique [1]:
  - Aconit (ex-K58 Aconite)
  - Alysse (Ex-K100-Alyssum)
  - Commandant Détroyat (ex-K183 Coriander)
  - Commandant Drogou (ex-K195 Chrysanthemum)
  - Commandant d'Estienne d'Orves (ex-K93 Lotus)
  - Lobélia (ex-K05 Lobelia)
  - Mimosa (ex-K11 Mimosa)
  - Renoncule (ex-K117 Ranonculus)
  - Roselys (ex-K57 Sundew)

### Chasseurs de sous-marins
Classe Chasseur 5 :
- Q005 Carentan [2]
- Q008 Rennes
- Q010 Bayonne
- Q011 Boulogne
- Q012 Bénodet
- Q013 Calais
- Q014 Diélette
- Q015 Paimpol

Classe Chasseur 41 :
- Q041 Audierne
- Q042 Larmor
- Q043 Lavandou

### Vedettes rapides
- Classe VTB 8
  - VTB 8
- Classe VTB 11
  - VTB 11
  - VTB 12
- Classe MTB (Type Vosper  73ft) de construction britannique :
  - MTB 90
  - MTB 91
  - MTB 92
  - MTB 94
  - MTB 96
  - MTB 98
  - MTB 227
  - MTB 239
- Classe chaloupe à moteur Fairmile type B de construction britannique :
  - ML123 Saint-Renan
  - ML182 Île-de-Sein
  - ML205 Ouessant
  - ML245 Saint-Guénolé
  - ML246 Saint-Yves
  - ML247 Saint-Alain
  - ML269 Béniguet
  - ML303 Molène
- Classe ML Fairmile (Type B) de construction canadienne :
  - ML052 Galantry
  - ML062 Langlade
  - ML063 Colombier

### Vedettes de port
- Classe HDML Admiralty de construction britannique :
  - HDML 1143 Palmyre
  - HDML 1164 Baalbeck
- Vedettes de port de types divers réquisitionnées à Saint Pierre et Miquelon :
  - VP41 L'Aventure (ex Henry Joe)
  - VP42 La Revanche (ex Astrid)
  - VP43 ITC (ex Inteconfido)

### Croiseur auxiliaire
- Cap des Palmes (X-3) (cargo fruitier armé)

### Patrouilleurs auxiliaires
- Léoville (P-19) (cargo armé)
- Poulmic (ex transport de personnel)
- Président-Houduce (P-40) (chalutier armé)
- Reine-des-Flots (P-39) (chalutier armé)
- Vaillant (P-14) (chalutier armé)
- Vikings (P-43) (chalutier armé)

### Arraisonneurs dragueurs
- AD 21 Gaston Rivier (ancien bâtiment hydrographique de la marine nationale)
- AD 22 André-Louis
- AD 23 Monique-André
- AD 24 Nazareth (ex-Jacques II)
- AD 38 Lucienne-Jeanne
- AD 41 Louise-Marie
- AD 42 Antioche II
- AD 43  Perdrant
- AD 52 Angèle-Marie
- AD 53 Vierge-de-Lourdes
- AD 92 Congre
- AD 112 Kériado

NB: Les bâtiments cités avec les no  de coque AD 21, 22, 23, 24, 41, 42, 43, 52, 53 formaient la 139e flottille de dragueurs armés FNFL, transformée en FNGB en 1944. Certains d'entre eux furent amenés à opérer sur les côtes de France à partir de septembre 1944 sans toutefois participer activement au débarquement. Le Gaston Rivier, le Nazareth, outre les opérations de dragage, firent plusieurs fois la navette entre Arromanches et l'Angleterre (Portsmouth) au titre de transports et évacuations divers. Restitués à la Marine Nationale fin 1944, les chalutiers furent progressivement désarmés et restitués quand ce fut possible à leurs anciens armateurs, pour être remplacés par des unités neuves d'origine américaine.

### Remorqueurs
Remorqueurs de la compagnie de Suez armés par les FNFL entre novembre 1941 et septembre 1944 en raison des bombardements sur le canal :
- Adroit
- Agile
- Ardent
- Atlas
- Hercule
- Titan

Réquisitionné et armé pour la surveillance des côtes de Saint Pierre et Miquelon (1941-1945) :
- Béarnais
- Colonia (utilisé comme gardien de barrage)

Stationnaire à la Réunion après le ralliement :
- Amiral Bouvet

### Bâtiment école
- Président Théodore Tissier, ancien navire hydrographique

### Goélettes
- Belle Poule (annexe de l'école navale)
- Étoile (annexe de l'école navale)
- Erminie (transférée par la marine Canadienne, surveillance des côtes de Saint Pierre et Miquelon)
- Notre-Dame d'Étel (réquisitionnée en octobre 1942 à Beyrouth, utilisée comme bateau-piège)
- Oiseau-des-Îles (réquisitionnée en 1941 à Tahiti)
- Pourvoyeuse (ex Maryse R, surveillance des côtes de Saint Pierre et Miquelon)

### Bâtiments-bases
- Courbet (cuirassé) : utilisé comme dépôt des équipages et batterie anti-aérienne à Portsmouth. Coulé comme brise-lame devant Ouistreham (opération Overlord)
- Amiens (aviso) : Utilisé à partir de décembre 1940  comme école des mécaniciens, électriciens et chauffeurs, il est réarmé sous pavillon FNFL en tant que bâtiment d'instruction de l'école navale en remplacement du Théodore Tissier, de juin 1943 à janvier 1944, il reste ensuite à quai à Greenock comme bâtiment base.
- Arras (aviso) : cannibalisé au profit de l'Amiens (stock de pièces de rechange), a servi de dépôt.
- Belfort (aviso-ravitailleur d'hydravion) : annexe flottante de la caserne Birot à Greenock.
- Diligente (aviso-ravitailleur d'hydravion) : sert de casernement flottant à Cowes.
- Épinal (aviso) : abrite un temps l'école des mécanicien-chauffeurs avec l'Amiens.
- Ouragan (torpilleur) : sert de bâtiment-base d'avril 1941 au 31 juillet 1942 à Portsmouth.
- Suippe (aviso) : utilisé un temps comme école de spécialité.
- Volontaire (ex mouilleur de mines X24 Ingénieur Cachin) : a servi de dépôt amarré à Liverpool, de centre d'accueil et d'école pour le personnel militaire des bâtiments de commerce.

### Navires divers
- Béveziers (sous-marin), navire de Vichy coulé le 5 mai 1942 par le HMS Resolution à Diego Suarez, renfloué en avril 1943, il est transféré aux FNFL et mis en réserve. Il sera cannibalisé par la suite au profit du Casabianca.
- Bouclier (torpilleur) : saisi par la Royal Navy, réarmé sous pavillon polonais, rétrocédé aux FNFL en janvier 1941, placé en gardiennage en mai de la même année car jugé hors d'état, servira par la suite d'école Asdic après la dissolution des Forces Navales de la France libre en août 1943.
- Casamance (cargo), navire de la Compagnie des Chargeurs réunis réquisitionné par la marine en 1939. Saisi par les britanniques et cédé aux FNFL en juillet 1940. S'échoue sur les côtes anglaises lors d'un convoi en février 1941, provoquant la mort de son commandant Roger Brias, Compagnon de la Libération[3],[4].
- D'Entrecasteaux (aviso-colonial) bâtiment appartenant à la marine de Vichy coulé le 6 mai 1942 par la Royal Navy, renfloué le 3 avril 1943 sera remis en état sommairement en 1944.
- Mutin (cotre) , utilisé par la Royal Navy comme bateau espion comprendra un marin FNFL au sein de son équipage.
- Rhin (cargo-piège) : affrété en 1939 par les services spéciaux du Ministère des Colonies, rallie la France libre le 26 juin 1940 à Gibraltar, rejoint le 10 juillet la Royal Navy sous le nom de HMS Fidelity. Un certain nombre de marins FNFL serviront à son bord.
- Tunisien (destroyer de la classe Cannon), bien que remis par les États-Unis en 1944, le Tunisien est souvent considéré comme un bâtiment FNFL car plus de 80 % de son équipage en était issu.
- Les FNFL comprenaient également une marine marchande à laquelle ont notamment appartenu le paquebot Félix Roussel et le cargo Cagou (coulé le 28 juillet 1942 par un sous-marin japonais au large de l'Australie).
- le dundee de l'Île de Sein Ar Zenith, aujourd'hui classé monument historique.